# Coscienza (psicologia)

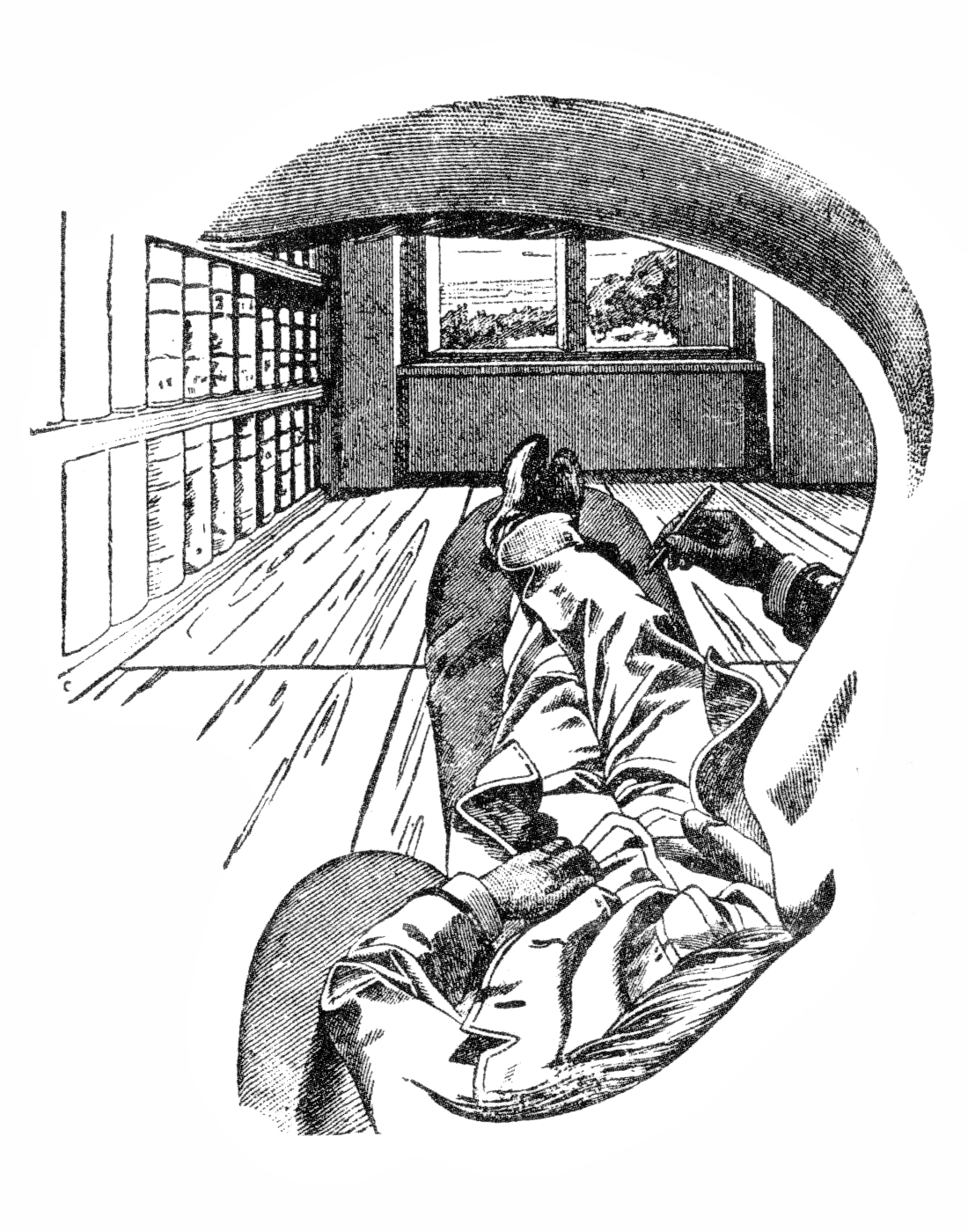
Intendendo la coscienza come l’io l’immagine suggerisce la vista del mondo dal proprio punto interno di osservatore.

In psicologia la coscienza (nella formulazione freudiana in tedesco: Bewusstsein) è una qualità della mente che di solito include altre qualità quali ad esempio la soggettività, la autoconsapevolezza, la conoscenza e la capacità di individuare le relazioni tra sé e il proprio ambiente circostante.
Nel linguaggio comune, si intende per coscienza la consapevolezza dell'ambiente circostante e la facoltà di interagire con esso; ciò in contrasto all'inconsapevolezza. L'espressione "livelli di coscienza" indica che la coscienza pare variare a seconda dei diversi stati mentali (come per esempio l'immaginazione e i sogni a occhi aperti). L'incoscienza si definisce, per negazione, come lo stato mentale nel quale la coscienza è assente. In alcuni filoni di pensiero, soprattutto religiosi, la coscienza non si estingue dopo la morte ed è presente anche prima della nascita.
Ma, appena oltre la percezione comune, la coscienza è ben difficile da definire o individuare. Molte tradizioni culturali e religiose situano la coscienza in un'anima separata dal corpo. Per contro, molti scienziati e filosofi considerano la coscienza qualcosa di inseparabile dalle funzioni neurali del cervello.
Le domande sull'origine e la definizione della coscienza sono alla base di importanti questioni etiche. Ad esempio: in che senso è possibile dire che alcuni animali sono coscienti ? In quale momento dello sviluppo fetale inizia la coscienza ? È possibile immaginare macchine coscienti ? Domande tanto più centrali in quanto coinvolgono direttamente il nostro modo di rapportarci agli altri, siano essi animali, embrioni umani o, magari in futuro, macchine intelligenti.

## Storia
Se la psicologia classica ruotò attorno alla coscienza al punto da indurre lo psicologo tedesco Wundt a definire la stessa psicologia come "scienza dei fatti e degli stati di coscienza", nei decenni successivi i ricercatori, tra i quali Oswald Külpe indagarono soprattutto riguardo ai processi dinamici della coscienza. La psicanalisi focalizzò e definì i vari stati di conscio, subconscio e inconscio. La Gestalt, invece, riprese gli studi dei processi dinamici associandoli e comparandoli a quelli effettuati sulle percezioni per elaborare un suo modello di spiegazione della coscienza.

## Aspetti fisiologici
Dall'autopsia di Karen Ann Quinlan, morta nel 1985 dopo quasi 10 anni di coma emerse un possibile coinvolgimento del talamo nella fisiologia della coscienza.

## Coscienza e linguaggio
Poiché gli uomini esprimono i loro stati di coscienza tramite il linguaggio, sembrerebbe naturale associare l'uno all'altra. Tuttavia, alcune eccezioni alla regola (i bambini, gli stati di afasia negli adulti), mostrano come la coscienza si manifesti anche al di là del linguaggio.